# Ours Nandi
Pour les articles homonymes, voir Nandi.
L'Ours Nandi est un animal dont la réalité reste hypothétique et qui hanterait les savanes de Tanzanie et du Kenya. Il peut aussi porter les noms de kerit, chimit, kikambungure, duba et sabroukoo. Certains le confondent avec le Mngwa, un autre animal inconnu d'Afrique.

## Histoire
Le nom d'Ours Nandi vient du fait qu'il a été rapporté pour la première fois par la tribu indigène des Nandi. Selon le cryptozoologue Bernard Heuvelmans, son nom de duba viendrait du mot arabe dubb, qui signifie Ours, ou dubbah, qui signifie Hyène. Plusieurs témoins s'entendent en effet à dire qu'il s'agit d'un ours ou d'une hyène.
Bien qu'il n'y ait pas d'ours en Afrique, Hérodote et Pline l'Ancien, dans l'Antiquité, soutiennent la présence de cet animal en Afrique du Nord. En réalité, une petite race d'ours brun (Ursus arctos crowtheri) a fréquenté les montagnes d'Afrique du nord jusqu'au Moyen Âge, comme l'a démontré une étude génétique menée sur des restes ursins trouvés récemment[Quand ?] dans une grotte du massif du Djurjura. En 1668, le docteur O. Dipper affirme, lui, que le Congo a abrité des ours plus grands que ceux d'Europe.
L'ours Nandi est également décrit comme une grande hyène ayant la taille d'un lion. Selon différents témoignages, sa couleur va du rouge brunâtre à une couleur plus foncée. Il s'agit d'un animal nocturne qui s'attaque à l'homme lors de nuits sans Lune. Il peut entrer dans un village et y attaquer les indigènes, surtout les enfants. Les Nandis disent qu'ils en ont déjà tué un en mettant le feu à la hutte où il était entré.
Des colons occidentaux installés au Kenya affirment également avoir vu l'Ours Nandi. Le major Brathwaite et Kenneth Archer l'ont décrit au début du XXe siècle. Ils l'ont aperçu à la brunante et ont cru d'abord qu'il s'agissait d'une lionne mais ils ont vite vu que la description ne cadrait pas. À l'avant, il mesurait de 4 pieds 3 pouces à 4 pieds 6 pouces et son dos était incliné en pente rapide. Le manteau était brun foncé. Sa démarche était dandinante comme celle d'un ours.
Dans les années 1900, le colon blanc Geoffrey déclare aussi l'avoir rencontré. Il dit qu'il mesurait 5 pieds de haut et que sa démarche était celle d'un ours, car il a fui dans une sorte de galop latéral. Il avait le corps très poilu, la couleur foncée, la tête longue et aigüe, de petites oreilles et une queue presque inexistante. Il s'agissait, selon lui, d'une sorte d'ours. 
En 1919, un autre colon blanc, Cara Buxton, témoigne qu'un ours Nandi lui a tué 17 moutons auxquels il aurait dévoré le cerveau. L'animal a été tué plus tard par des indigènes avec l'aide de lances mais la carcasse n'a jamais été retrouvée. 
Les témoignages deviennent plus rares après 1920, surtout de la part des colons blancs occidentaux. Les Africains, eux, continuent toujours à en voir.

## Description
Les scientifiques se sont demandé s'il pourrait s'agir d'un ours préhistorique qui aurait survécu. L'ours de l'Atlas est un petit ours brun qui a vécu en Afrique du Nord pendant le Paléolithique. Il s'agit de la seule espèce d'ours connue ayant vécu en Afrique. On n'en a cependant jamais retrouvé de fossiles en Afrique de l'est où sévit l'Ours Nandi. Celui-ci est décrit toutefois comme plus gros. Il pourrait aussi s'agir d'une espèce inconnue d'ours africain mais, encore là, aucun fossile ne prouve cette thèse. 
D'autres témoins croient que l'Ours Nandi serait une hyène géante d'une espèce inconnue, ayant survécu à la préhistoire. Des fossiles prouvent qu'une telle hyène a vécu en Afrique au Pléistocène. Les sceptiques pensent qu'il s'agit de Crocuta crocuta, de la hyène tachetée, mais les colons blancs qui l'ont aperçu à l'époque sont d'accord pour dire qu'il ne s'agissait pas de cette espèce. 
D'autres ont émis l'hypothèse qu'il s'agissait d'un chalicothère, espèce préhistorique ressemblant vaguement à une hyène à cause de son dos incliné. En réalité, il s'agit d'un herbivore, apparenté au cheval. Ses griffes servaient à creuser des racines et à se défendre davantage qu'à déchirer ses victimes. 
Les Nandis, qui l'ont décrit pour la première fois, témoignent qu'il ressemblait plutôt à un babouin géant. Il s'agit, selon eux, « d'un diable qui rôde par les nuits les plus sombres, cherchant des personnes et plus particulièrement des enfants pour les dévorer. Il est moitié-homme et moitié-singe. La nuit, sa bouche rougeoie comme de la braise ». Le professeur Loren Coleman (en) admet qu'il pourrait s'agir d'un babouin géant, survivant préhistorique. Les babouins sont connus comme étant omnivores mais il est arrivé, dans le passé, que des groupes de babouins s'attaquent aux villages lorsqu'ils manquaient de nourriture.
À l'heure actuelle, la réalité de l'ours Nandi repose sur un matériel insuffisant pour être considérée comme établie. Des restes anatomiques permettant par exemple une analyse ADN permettraient de résoudre cet intéressant problème.

## Littérature
Dans le roman La Vallée des Brontosaures, publié en 1955, Bob Morane affronte un Ours Nandi.

## Sources et références
1. 1 2 3  (en) « Nandi Bear », sur Cryptid Wiki
2. ↑  Idem]
3. 1 2 3 4  (en) « The Cryptid Zoo : Nandi Bear », sur newanimal.org
4. 1 2 3  (en) Matthew J. Eaton, « The Nandi Bear: Ferocious killer from the past » (version du 27 mai 2007 sur Internet Archive)